# Bile
Pour les articles homonymes, voir Bile (homonymie).

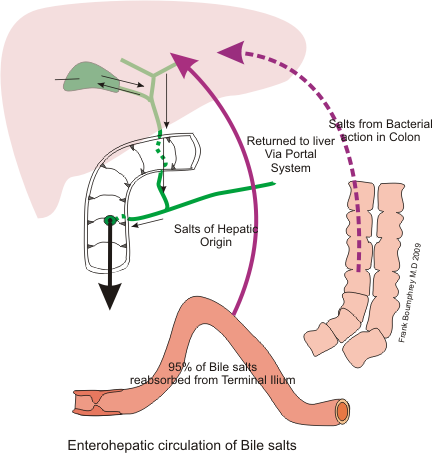
Le cycle entéro-hépatique de la bile ou cycle biliaire de Schiff

La bile est un liquide biologique jaune-verdâtre, légèrement basique (pH compris entre 7,6 et 8,6) qui favorise la digestion, plus spécifiquement celle des lipides. Elle est sécrétée de manière continue par le foie à raison de 800  à   1 000 ml par jour. Près de la moitié de cette production est stockée et concentrée dans la vésicule biliaire principalement la nuit et l'autre moitié est directement déversée dans le duodénum.
La bile est composée à 97 % d'eau ; mais également d'électrolytes, de sels biliaires au rôle détergent, de cholestérol et de bilirubine qui, en traversant le côlon donnera la couleur marron des fèces du fait de sa dégradation par des enzymes bactériennes se trouvant dans le côlon.

## Formation
La bile est un liquide organique sécrété et recyclé par le foie.
Entre les repas, la bile s'écoule au travers du conduit hépatique commun, qui s'abouche ensuite dans le canal cholédoque, avant de refluer vers la vésicule biliaire, par le canal cystique, où elle est stockée et concentrée.
Le chyme riche en acides gras provenant de l'estomac est perçu par la paroi du duodénum. Celle-ci produit de la cholécystokinine qui provoque l'ouverture du sphincter d'Oddi et la contraction de la vésicule biliaire qui déverse son contenu via le conduit cholédoque dans le duodénum, où elle participe à la dissolution des graisses. 

Système digestif indiquant le canal biliaire

## Fonctions

### Rôle digestif

La transformation des acides biliaires

Une micelle lipidique

Les sels biliaires permettent la formation de petites gouttelettes de graisse (émulsion) ou micelles permettant leur digestion par la lipase pancréatique, surtout, et d'autres enzymes.
Les sels biliaires forment aussi des micelles microscopiques hydrosolubles, c'est-à-dire des micro-amas de lipides dégradés de 3 à 6 nm[réf. nécessaire]. La formation de micelles est essentielle à l'absorption des produits finaux d'hydrolyse des graisses (après leur dégradation par les lipases pancréatiques) à travers la membrane de la muqueuse intestinale, vers le sang. C'est notamment le cas des acides gras, des monoglycérides et aussi du cholestérol (qu'il soit d'origine alimentaire ou qu'il provienne du foie). Il existe une circulation entérohépatique des sels biliaires : c'est le cycle biliaire de Schiff.
L'ion hydrogénocarbonate HCO3– neutralise le chyme gastrique acide issu de l'estomac. La bile transforme alors le chyme en chyle.
La bile de pH basique réajuste l'acidité du bol alimentaire à la sortie de l'estomac (alors de pH très acide) et permet ainsi l'activation des hydrolases, qui sont déversées dans le duodénum par le pancréas.
La bile a donc un rôle essentiel dans la digestion chimique dans l'intestin grêle, et ainsi dans l'absorption des nutriments par l'épithélium intestinal.

### Autres fonctions
La bile assure une fonction de détoxication : les cellules du foie dégradent certains médicaments, l'alcool, des drogues, etc. Par la bile, les principes actifs et métabolites se retrouvent dans les fèces.
La bile assure l'excrétion de déchets métaboliques comme la bilirubine (issue de la dégradation de l'hémoglobine lorsque les globules rouges arrivent en fin de vie).
Elle permet d'éliminer l'excès de cholestérol (catabolisme).

## Pathologie
Sa rétention, qui peut avoir différentes causes (calcul biliaire, cancer…), est responsable des ictères. Elle peut également être régurgitée lors de vomissements.

## Dans l'Antiquité
La bile fait partie des quatre humeurs d'Hippocrate :
- le sang : venant du cœur (caractère jovial, chaleureux)
- la pituite : rattachée au cerveau (caractère lymphatique)
- la bile jaune : venant du foie (caractère colérique), à l'origine de l'expression « déverser sa bile »[5].
- l'atrabile ou la bile noire : venant de la rate (caractère mélancolique), à l'origine de l'expression « se faire de la bile »[6].

### Médecine
La bile de bœuf fut utilisée sous le nom de « fiel de bœuf » en médecine durant l'Antiquité, notamment par les anciens Égyptiens pour soigner la gangrène et les ulcères.

## Peinture
Le fiel de plusieurs animaux (boeuf, cochon, anguille...) s'utilise en peinture, soit comme agent mouillant, soit comme colorant.